# Kevin Martin Krygård
Kevin Martin Krygård, né le 17 mai 2000 à Haugesund en Norvège, est un footballeur norvégien qui joue au poste de milieu central au Lillestrøm SK.

## Biographie

### En club
Né à Haugesund en Norvège, Kevin Martin Krygård est formé au FK Haugesund, qui lui fait signer son premier contrat professionnel à seulement 15 ans. 
Krygård joue son premier match avec l'équipe première en coupe de Norvège le 18 avril 2018 face au Skjold IL, contre qui son équipe s'impose par trois buts à zéro. Il fait sa première apparition dans l'Eliteserien, la première division norvégienne un an plus tard, le 14 avril 2019 face au Ranheim Fotball. Il entre en jeu et son équipe s'impose sur le score de deux buts à zéro. Le 22 mai suivant il inscrit ses deux premiers buts en professionnel face au Sotra SK en coupe de Norvège. Ces deux réalisations permettent à son équipe de l'emporter ce jour-là sur le score de trois buts à un.
Le 25 juillet 2019, il se fait remarquer en inscrivant son premier but en coupe d'Europe, lors d'une rencontre qualificative pour la Ligue Europa face au SK Sturm Graz. Il participe ainsi à la victoire de son équipe ce jour-là (2-0 score final),.
Le 1er septembre 2019 il inscrit son premier but en Eliteserien contre le Tromsø IL. Il est titularisé et les deux équipes se neutralisent ce jour-là (2-2 score final).
En janvier 2024, Kevin Martin Krygård rejoint le Portugal pour s'engager avec le Casa Pia AC pour un contrat courant jusqu'en juin 2027.
Le 7 juin 2024, Kevin Martin Krygård fait son retour en Norvège en signant pour quatre ans avec le Lillestrøm SK.

### En sélection
Kevin Martin Krygård représente l'équipe de Norvège des moins de 19 ans et dispute trois matchs en 2019 avec cette sélection.

## Palmarès

### En club
FK Haugesund :
- Finaliste de la Coupe de Norvège
  - 2019